# Madhyapur Thimi
Madhyapur Thimi est une ville du Népal située dans le district de Bhaktapur, dans la zone de Bagmati. Au recensement de 2011, la ville comptait 83 036 habitants.

## Histoire
Un établissement humain daterait d'au moins 5 000 ans, en lien avec la civilisation de la vallée de l'Indus.
Le plus ancien nom connu de la ville est Themmring, avant 1825.
La ville est un centre de culture newar. L'ancien palais de Durbar Thimi, réputé lieu de la déesse Balkumari, abrite désormais une école gouvernementale.

## Monuments religieux
- Au Nord du grand axe Ouest-Est (route HO3, dite Route Araniko) : Barahi Temple, Siddhikali Temple, Balkumari Temple
- Au Sud : Radhe Radhe Temple, et un autre temple Thimi-Biruwa rd (Anantalingeshwor)